# Dubie (jezioro w gminie Człopa)
Dubie – jezioro w województwie zachodniopomorskim, w powiecie wałeckim, w gminie Człopa, leżące na terenie Równiny Drawskiej.

## Dane morfometryczne
Powierzchnia zwierciadła wody według różnych źródeł wynosi od 16,0 ha do 19,2 ha do 22,34 ha.
Zwierciadło wody położone jest na wysokości 58,9 m n.p.m. lub 59,5 m n.p.m. lub 60,2 m n.p.m. Średnia głębokość jeziora wynosi 1,9 m, natomiast głębokość maksymalna 5,1 m.
Na podstawie badań przeprowadzonych w 1991 roku wody jeziora zaliczono do III klasy czystości.

## Hydronimia
Według urzędowego spisu opracowanego przez Komisję Nazw Miejscowości i Obiektów Fizjograficznych (KNMiOF) nazwa tego jeziora to Dubie. W różnych publikacjach jezioro to występuje pod nazwą Dzicza.